# Roland Charles Wagner
Roland Charles Wagner (Bab El Oued, 6 settembre 1960 – Laruscade, 5 agosto 2012) è stato uno scrittore francese di fantascienza.
Dal suo debutto professionale nel 1981 ha scritto circa un centinaio di racconti brevi e una cinquantina di romanzi, che gli hanno valso il Prix Tour Eiffel, sei Prix Rosny-Aîné e due Grand Prix de l'Imaginaire.

## Biografia
Roland Wagner è nato il 6 settembre 1960 a Bab El Oued nell'Algeria francese, la sua famiglia rientrò in Francia nel 1962, in seguito alla guerra d'Algeria
Fin da giovane si appassiona alla fantascienza. Nel 1974 partecipa alla Convention Europea di Fantascienza, che quell'anno si tenne a Grenoble, considerata come un vero e proprio passaggio di consegne tra gli scrittori di fantascienza degli settanta e la nuova generazione. Intervista alcuni autori di fantascienza e l'anno successivo pubblica il suo primo racconto su una fanzine. Nel 1981 pubblica il suo primo racconto su una rivista professionistica.
Il 5 agosto 2012 muore all'età di 51 anni in un incidente stradale.

## Carriera letteraria
In Les Futurs Mystères de Paris il protagonista è un investigatore "trasparente" (non esattamente invisibile, ma piuttosto che tende a essere ignorato dalle persone). A partire con Sfere dal nulla (La Balle du néant, 1996) inizia un ciclo di nove romanzi, l'ultimo dei quali, Mine de rien pubblicato nel 2006, ambientato in un lontano futuro che descrive un gioco mentale ispirato al Go. A sua volta questo ciclo è inserito nell'ambientazione Histoire d'un futur che raccoglie altri suoi cicli e romanzi, tra cui la serie Histoire du futur proche (che fa da prologo a Les Futurs Mystères de Paris), Cette Crédille qui nous ronge e Le Chant du cosmos.
Con La Saison de la sorcière (2003), una descrizione feroce di una Francia futura diventata uno stato di polizia e invasa militarmente dagli Stati Uniti d'America vince il Bob Morane Prize e il Prix Rosny-Aîné 2004. Nel 2005 pubblica Le Temps du voyage (2005), un romanzo di space opera nello stile picaresco di Jack Vance, che mescola avventure e riflessioni sul colonialismo. Pax Americana (2005) tratta in maniera realistica e umoristica le conseguenze dell'esaurimento delle risorse petrolifere.
Fedele alla sua ricerca di un mondo più giusto e più pacifico, ha pubblicato nel 2011 Rêves de gloire un romanzo di storia alternativa della guerra di Algeria, posta sotto l'influenza di Albert Camus e del movimento psichedelico degli anni sessanta.  Con questo romanzo ottiene il Prix européen Utopiales des pays de la Loire.
È l'autore di una biografia ucronica di H.P. Lovecraft, intitolata HPL (1890-1991) e di numerose pastiche di autori di fantascienza famosi, tra cui Les Trois Lois de la sexualité robotique che parodia le Tre leggi della robotica di Isaac Asimov.
Ha tradotto in francese autori come Norman Spinrad, Arthur C. Clarke, Jack Vance, Stephen Baxter e Catherine Asaro, i due ultimi in collaborazione con la moglie Sylvie Denis.
Ha scritto anche testi per bande rock ed era membro della banda di acid rock Brain Damage, attiva fin dal 1977.
Nella sua carriera ha usato pseudonimi multipli, tra cui Richard Wolfram, Henriette de la Sarthe, Paul Geron e Red Deff.

## Opere

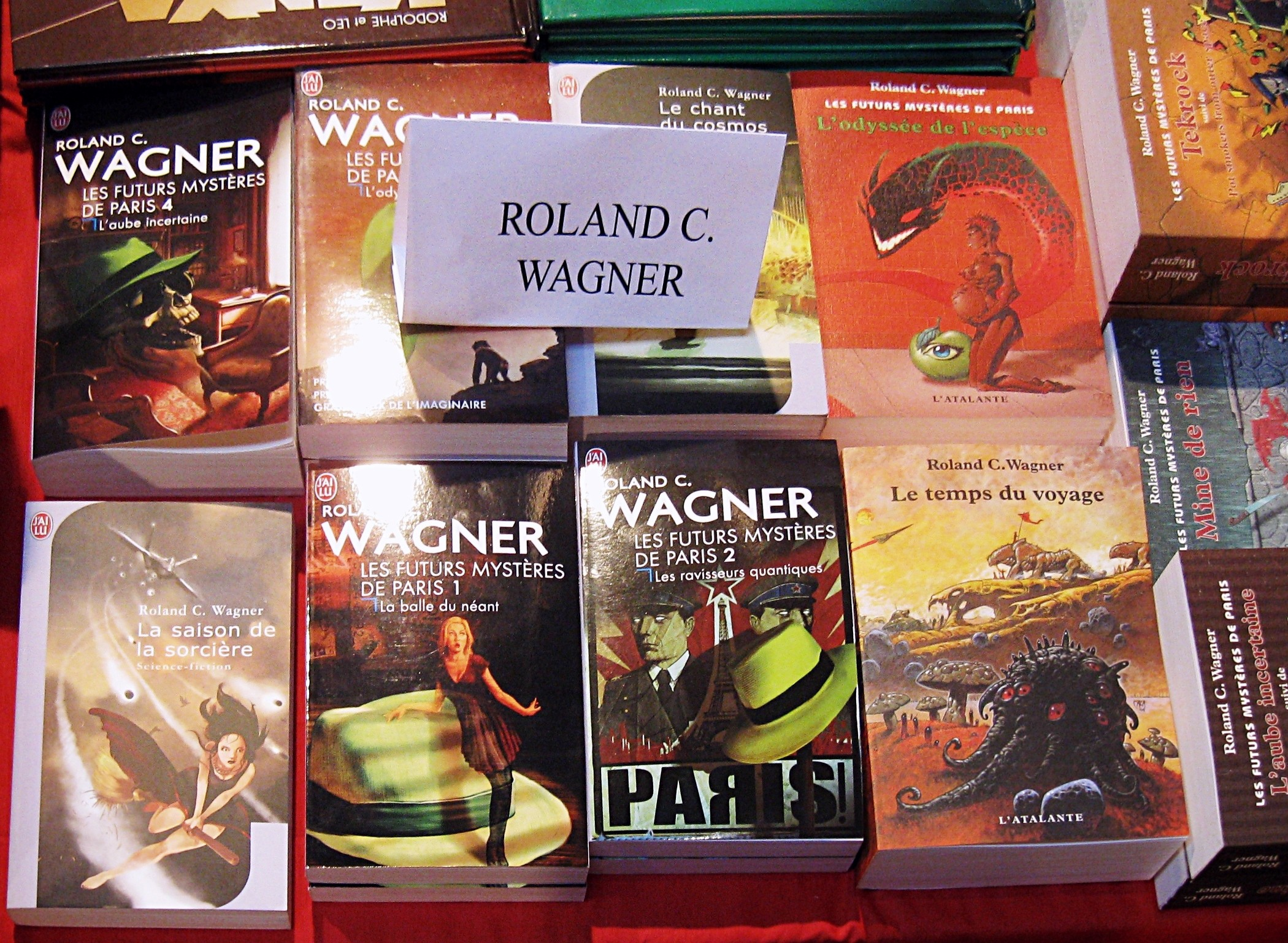
Opere di Wagner, esposte al 7° Rencontres de l'imaginaire de Sèvres, dicembre 2010

### CicloHistoire d'un futur

#### Histoire du futur proche
- Le Serpent d'angoisse. Fleuve noir (1987). Vincitore del Prix Rosny-Aîné 1988
- Le Paysage déchiré. Fleuve noir (1989)
- Les Derniers Jours de mai 1: Un navire ancré dans le ciel. Fleuve noir (1989)
- Les Derniers Jours de mai 2: La Mort marchait dans les rues. Fleuve noir (1989)
- Quelqu'un hurle mon nom. Éd. de l'Hydre (1993)
- Des renards sous l'évier. Éd. de l'Hydre (1998)
- Musique de l'énergie. Fleuve noir (2000). Racconto breve in Escales sur l'horizon

#### Les Futurs Mystères de Paris
- La sfera del nulla (La Balle du néant. Fleuve noir, 1996). Arnoldo Mondadori Editore (2000). Traduzione di Emanuela Turri[4]
- Predatori quantici (Les Ravisseurs quantiques. Fleuve noir 1996). Arnoldo Mondadori Editore (2002). Traduzione di Roldano Romanelli [5]
- L'Odyssée de l'espèce. Fleuve noir (1997). Vincitore del Prix Rosny-Aîné 1998, Prix Ozone 1998
- L'Aube incertaine. Fleuve noir (1997)
- Honoré a disparu. Le Bélial' (1998). Racconto breve in Histoires de cochons et de science-fiction
- Tekrock. Fleuve noir (1999)
- Tøøns. Fleuve noir. Vincitore del Prix Ozone 2000
- S'il n'était vivant. Le Bélial (2000). Racconto breve in Privés de futur
- La Barbe du prophète. Fleuve noir (2000). Racconto breve in Escales 2001
- ...et personne n'est venu. J'ai lu (2002). Racconto breve in Détectives de l'impossible
- Le Réveil du parasite. L'Atalante (2002). Racconto breve nella ristampa di Les Ravisseurs quantiques
- Recristallisation. L'Atalante (2002). Racconto breve in L'Odyssée de l'espèce
- Babaluma. L'Atalante (2002)
- Kali Yuga. L'Atalante (2003)
- Pot Smokers from outer space. L'Atalante (2006). Racconto breve nella ristampa di Tekrock
- Mine de rien. L'Atalante (2006)
- L'Esprit de la Commune. Univers & chimères (2007). Racconto breve in Univers & chimères nº 3

#### Altri
- Cette crédille qui nous ronge. Fleuve noir (1991)
- Le Chant du cosmos. L'Atalante (1999)
- Marche et crève. Flammarion. Racconto breve in Destination 3001
- De la part de Staline. Flammarion Jeunesse (2008). Racconto breve nell'antologia Divergences 001

### Altri libri

#### Con il nome di Roland C. Wagner
- con Alain Paris. La Course du Springbok à travers le veld. Fleuve noir (1987)
- Un ange s'est pendu. Fleuve noir (1988)
- Ciclo Poupée aux yeux morts,

1. La Mémoire des pierres. Fleuve noir (1988)
2. Prisons intérieures. Fleuve noir (1988)
3. Les Futurs Mystères de Paris. Fleuve noir (1988)

- Images rémanentes

1. Le Rêveur des terres agglutinées. Fleuve noir (1990)
2. L'Autoroute de l'aube. Fleuve noir (1990)

- Chroniques du désespoir. Fleuve noir (1991)
- H.P.L. (1890-1991). L'Astronaute mort (1995). Vincitore del Prix Rosny-aîné 1997
- Le Nombril du monde. DLM Éditions (1997)
- La Sinsé gravite au 21. Nestiveqnen (1998). Riedizione in singolo volume di Viper e Ganja
- Celui qui bave et qui glougloute. Fleuve noir (1999). Racconto breve in Futurs antérieurs
- con Rémy Gallart. Le Pacte des esclavagistes. Éditions Baleine (2000).
- Predatori quantici (Musique de l'énergie. Nestiveqnen, 2000). Arnoldo Mondadori Editore (2002). Traduzione di Roldano Romanelli. Antologia di racconti brevi
- Ciclo L.G.M.

1. L'ambassadeur désordonné. Onyx (2001)
2. MDMA et KGB. Onyx (2001)

- L'Œil du fouinain. Le Livre de poche (2002). Riedizione in volume del ciclo Poupée aux yeux morts
- La Saison de la sorcière. J'ai lu (2003). Vincitore del Prix Rosny-aîné 2004 e del Prix Bob-Morane 2004
- Le Temps du voyage. L'Atalante (2005)
- Pax Americana. Éditions du Rocher (2005).
- L.G.M.. Le Bélial' (2006). Riedizione in un volume di L'ambassadeur désordonné e MDMA et KGB più delle parti inedite
- Rêves de Gloire. L'Atalante (2011)
- Le Train de la réalité. L'atalante (2012)

#### Con il nome di Red Deff
- Les Psychopompes de Klash. Fleuve noir (1990)
- Ciclo La Sinsé gravite au 21

1. Viper. Fleuve noir (1991)
2. Ganja. Fleuve noir (1991)